# Moulin du prince Mileta à Varvarin
Le moulin du prince Mileta à Varvarin (en serbe cyrillique : Кнез Милетина воденица у Варварину ; en serbe latin : Knez Miletina vodenica u Varvarinu) est un moulin à eau qui se trouve à Varvarin, dans le district de Rasina, en Serbie. Il est inscrit sur la liste des monuments culturels protégés de la république de Serbie (identifiant no SK 1122),.

## Présentation
Le moulin est situé sur la rivière Bačinska reka ; il a été construit au début du XIXe siècle par Mustafa-aga de Jagodina et, par la suite, vendu par sa femme et sa fille au prince (knèze) Mileta Radojković (1778-1852). Selon la tradition, le prince a perdu le moulin lors d'un pari en 1860 et il est devenu la propriété de la famille Vesić.
En 1835, Mileta Radojković a mené une grande révolte contre le prince Miloš Obrenović, révolte qu'on appelle la « révolte de Mileta » ; les rebelles se sont soulevés avec l'intention de limiter le pouvoir du prince par la constitution ; à la suite de cette révolte, le prince a été contraint d'adopter la Constitution de Sretenje à Kragujevac, alors capitale de la Serbie. Le prince Mileta a été enterré à Varvarin, à côté de l'église de la Mère-de-Dieu.
Le moulin est caractéristique de l'architecture traditionnelle, avec une partie en rondins abritant quatre meules en pierre et une pièce construite selon la technique des colombages pour le meunier. Les mécanismes du moulin, qui étaient à l'origine en bois, ont été remplacés par des pièces métalliques.